# Stibeutes tricinctor
Stibeutes tricinctor is een insect dat behoort tot de orde vliesvleugeligen (Hymenoptera) en de familie van de gewone sluipwespen (Ichneumonidae). De wetenschappelijke naam van de soort werd voor het eerst geldig gepubliceerd door Aubert in 1968.
De soort komt voor in Italië en op Corsica.